# Sophie Muller
Pour les articles homonymes, voir Muller.
Sophie Muller est une réalisatrice de clips vidéo musicaux, née le 31 janvier 1962 à Londres.
Après avoir grandi sur l’île de Man, elle retourne à Londres et entre au Collège central d'Art et de Design Saint-Martin, et y obtient un diplôme d'art.
Elle poursuit ses études au Collège royal d'Art, et y obtient un master de film et télévision. Elle y tourne Interlude et In Excelsis Deo (In Adoration of God). Le second remporte le Prix J Walter Thompson pour la créativité. Elle commence à travailler comme troisième assistant de réalisation sur le film d’horreur Company of Wolves, puis pour International Film and Video, qui lui confie montage, production et direction des essais.
Sophie Muller veut cependant devenir une réalisatrice ; sa grande chance est de rencontrer John Stewart et Billy Poveda d'Oil Factory, compagnie de production établie.
Elle réalise plus d’une centaine de clips, et entretient des collaborations au long cours avec No Doubt, Garbage, Blur, Annie Lennox et Eurythmics. Elle remporte grâce au clip de l'album Diva, réalisé pour Annie Lennox, un Grammy Award. Elle est aussi récompensée par un MTV Video Music Award pour Why et est nommée pour le Grammy avec le clip de l'album Savage d’Eurythmics.
Sophie Muller a dirigé sept clips de No Doubt, dont Don't Speak, et huit clips pour Gwen Stefani en solo. Quand le groupe remporte l'Award du meilleur clip en 1997, Gwen Stefani la remercie de ces mots : « Je voudrais dire que Sophie Muller est un génie ». Elle dit également « Sophie Muller est l’une de mes amies les plus talentueuses. Elle peut travailler uniquement si elle inspirée par un projet. C’est la créativité et l’amour du travail qu’elle fait qui la motivent, elle n’a jamais fait de compromis. C’est une vraie artiste. »

## Vidéographie sélective

### 1982
- Eurythmics - The Walk

### 1987
- Eurythmics - Beethoven (I Love to Listen to)
- Eurythmics - I Need a Man

### 1988
- Eurythmics - You Have Placed a Chill in My Heart
- Eurythmics - Brand New Day
- Eurythmics - Do You Want to Break Up?
- Eurythmics - Heaven
- Eurythmics - I Need You
- Eurythmics - Put the Blame on Me
- Eurythmics - Savage
- Eurythmics - Wide Eyed Girl
- Sade - Nothing Can Come Between Us
- Sade - Turn My Back on You
- Sade - Love Is Stronger Than Pride
- Shakespears Sister - Break My Heart
- Shakespear's Sister - Heroine
- Annie Lennox featuring Al Green - Put a Little Love in Your Heart

### 1989
- Shakespears Sister - You're History
- Shakespears Sister - Run Silent
- Sarah Brightman - Anything but Lonely
- Eurythmics - Don't Ask Me Why

### 1990
- Eurythmics - Angel
- Julia Fordham - Lock and Key
- Sinéad O'Connor - The Emperor's New Clothes

### 1991
- Nanci Griffith - Late Night Grande Hotel
- World Party - Thank You World
- Curve - Coast Is Clear
- Shakespears Sister - Goodbye Cruel World

### 1992
- Annie Lennox - Why
- Annie Lennox - Precious
- Annie Lennox - Cold
- Annie Lennox - Money Can't Buy It
- Annie Lennox - Legend in My Living Roon
- Annie Lennox - The Gift
- Annie Lennox - Primitive
- Annie Lennox - Keep Young and Beautiful
- Annie Lennox - Walking on Broken Glass
- Annie Lennox - Love Song for a Vampire
- Annie Lennox - Little Bird
- Shakespears Sister - Stay
- Shakespears Sister - I Don't Care
- Shakespears Sister - Hello (Turn Your Radio On)
- Vegas - Possessed
- Sade - No Ordinary Love
- Curve - Fait Accompli
- Aaron Neville - Somewhere, Someday

### 1993
- Björk - Venus as a Boy

### 1994
- Hole - Miss World
- The Jesus and Mary Chain Featuring Hope Sandoval - Sometimes Always
- The Jesus and Mary Chain - Come On
- Sparks - When Do I Get to Sing My Way?

### 1995
- Sophie B. Hawkins - As I Lay Me Down
- Sparks - When I Kiss You
- Stone Roses - Ten Storey Love Song
- Lisa Loeb & Nine Stories - Do You Sleep?
- Jeff Buckley - So Real
- Weezer - Say It Ain't So

### 1996
- The Cure - The 13th
- Kè - Strange World
- Gary Barlow - Forever Love
- Shakespears Sister - I Can Drive
- No Doubt - Don't Speak
- No Doubt - Excuse Me Mr.
- No Doubt - Sunday Morning
- The Lightning Seeds - What If...

### 1997
- Blur - Beetlebum
- Blur - On Your Own
- Blur - Song 2
- Maxwell - Whenever, Wherever, Whatever
- Curve - Chinese Burn
- No Doubt - Hey You
- No Doubt - Oi to the World

### 1998
- James Iha - Be Strong Now
- Maxwell - Luxury: Cococure
- Sparklehorse - Sick Of Goodbyes
- Garbage - When I Grow Up (version live)
- Garbage - The Trick Is to Keep Breathing
- Rufus Wainwright - April Fools

### 1999
- Blur - Tender
- Sinéad O'Connor - Chiquita
- Natalie Merchant Featuring N'dea Davenport - Break Your Heart
- Sparklehorse - Pig
- Manic Street Preachers - You Stole the Sun from My Heart
- Garbage - When I Grow Up (U.S. version)
- Semisonic - Secret Smile
- The Cardigans - Hanging Around
- Sarah McLachlan - Possession (version américaine)
- Sarah McLachlan - I Will Remember You
- Emiliana Torrini - To Be Free
- Beth Orton - Central Reservation
- Sarah McLachlan - Ice Cream
- Supergrass - Mary

### 2000
- No Doubt - Simple Kind of Life
- Ute Lemper - The Case Continues
- Doves - Catch The Sun
- Bentley Rhythm Ace - How'd I Do Dat?
- Alisha's Attic - Push It All Aside
- Alisha's Attic - Pretender Got My Heart
- JJ72 - Oxygen
- PJ Harvey - Good Fortune
- Sade - By Your Side
- Coldplay - Trouble
- Jamelia – Boy Next Door[1]

### 2001
- Turin Brakes - The Door
- Sade - King of Sorrow
- Turin Brakes - Underdog (Save Me)
- No Doubt - Bathwater
- PJ Harvey - A Place Called Home
- Nelly Furtado - Turn off the Light
- Sophie Ellis-Bextor - Take Me Home
- PJ Harvey - This Is Love
- Radiohead - I Might Be Wrong
- Sophie Ellis-Bextor - Murder on the Dancefloor

### 2002
- Amy Studt - Just a Little Girl
- Sophie Ellis-Bextor - Move This Mountain
- Sugababes - Freak Like Me
- Coldplay - In My Place
- Amy Studt - Misfit
- The Beu Sisters - I Was Only 17
- Sparta - Cut Your Ribbon
- Pink - Family Portrait
- No Doubt (featuring Lady Saw) - Underneath It All
- Sophie Ellis-Bextor - Music Gets the Best of Me (les deux versions)

### 2003
- Nickel Creek - Speak
- Dolly Parton - I'm Gone
- Dido - Life for Rent
- Pink - Trouble
- The Raveonettes - That Great Love Sound
- Sophie Ellis-Bextor - I Won't Change You (coproductrice)

### 2004
- Dixie Chicks - Top of the World
- The Killers - Mr. Brightside
- Sixpence None the Richer - Don't Dream It's Over
- Maroon 5 - This Love
- Maroon 5 - She Will Be Loved
- Nelly Furtado - Try
- Mindy Smith - Come to Jesus
- Sarah McLachlan - World on Fire
- Sarah McLachlan - Stupid
- The Strokes - The End Has No End
- Natasha Bedingfield - These Words (UK version)
- Vanessa Carlton - White Houses
- Loretta Lynn Featuring Jack White - Portland, Oregon

### 2005
- KT Tunstall - Black Horse and the Cherry Tree
- Garbage - Why Do You Love Me
- Garbage - Bleed Like Me
- Garbage - Sex Is Not the Enemy
- Garbage - Run Baby Run
- Gwen Stefani - Cool
- Coldplay - Fix You
- Faith Hill Featuring Tim McGraw - Like We Never Loved at All
- Gwen Stefani - Luxurious
- Gwen Stefani - Serious
- Gwen Stefani - The Real Thing
- Gwen Stefani - Crash

### 2006
- Shakira featuring Wyclef Jean - Hips Don't Lie
- Dixie Chicks - Not Ready to Make Nice
- She Wants Revenge - These Things
- Faith Hill - Stealing Kisses
- Lily Allen - Smile
- Beyoncé featuring Jay-Z- Deja Vu
- Beyoncé - Ring the Alarm
- The Raconteurs - Level
- Gwen Stefani - Wind It Up
- Siobhán Donaghy- Don't Give It Up

### 2007
- Sophie Ellis-Bextor - Catch You
- Mika - Grace Kelly
- Gwen Stefani - 4 in the Morning
- Mika - Love Today
- Rufus Wainwright - Going to a Town
- Garbage - Tell Me Where It Hurts
- Sophie Ellis-Bextor - Today the Sun's on Us
- Maroon 5 - Won't Go Home Without You
- Gwen Stefani - Early Winter

### 2008
- The Kills - U.R.A. Fever
- The Kills - Cheap and Cheerful
- Leona Lewis - Better in Time
- Leona Lewis - Footprints in the Sand
- The Ting Tings - That's Not My Name
- Gavin Rossdale - Love Remains The Same
- Kings of Leon - Sex on Fire
- Cold War Kids - Something is Not Right With Me
- Duffy - Stepping Stone
- Sarah McLachlan - U Want Me 2
- Duffy - Rain On Your Parade
- Kings of Leon - Use Somebody

### 2009
- Paloma Faith - Stone Cold Sober
- Beyoncé - Broken-Hearted Girl
- Shakira - Did It Again[2] / Lo Hecho Está Hecho
- Pink - I Don't Believe You
- Shakira - Give It Up to Me[3]
- Broken Bells - The High Road

### 2010
- Sade - Soldier of Love
- Sade - Babyfather
- Armin van Buuren vs. Sophie Ellis-Bextor - Not Giving Up
- Cheryl Cole - Promise This
- Cheryl Cole - The Flood
- Brandon Flowers - Only The Young
- Kings of Leon - Radioactive

### 2011
- Birdy - Skinny Love

### 2012
- Alicia Keys - Girl on Fire

### 2013
- Rihanna - Stay
- Lana Del Rey - Young and Beautiful
- P!nk - True Love

### 2015
- Selena Gomez - Good For You
- One Direction - Perfect
- Gwen Stefani - Baby dont lie

### 2017
- London Grammar - Big Picture
- Bebe Rexha - Meant to Be

### 2019
- Selena Gomez - Lose You to Love Me
- Selena Gomez - Look at her now

### 2021
- Birdy - Surrender
- Gwen Stefani - Slow Clap feat; Saweetie